# Servius Clodius
Servius Clodius (más források szerint Servius Claudius (i. e. 1. század) római grammatikus
Komoly könyvtárral rendelkezett, amelyet halála után egyik rokona, Lucius Papirius Paetus Cicerónak ajándékozott. Lucius Aelius Stilo Praeconinus veje volt, vele közösen vetette meg a grammatikai tudományok alapjait Rómában. Foglalkozott a római költőkkel, kiváltképp Plautusszal. Gellius és Suetonius, valamint Cicero tesznek említést róla, munkái nem maradtak fenn.